# Souper Ligka Ellada 2008-2009
La Souper Ligka Ellada 2008-2009 fu la 73ª edizione della massima serie del campionato di calcio greco disputata tra il 30 agosto 2008 e il 31 maggio 2009 e conclusa con la vittoria dell'Olympiacos Pireo, al suo trentasettesimo titolo e quinto consecutivo.
Capocannonieri del torneo furono Ismael Blanco e Luciano Galletti con 14 reti.

## Formula
Come nella stagione precedente le squadre partecipanti furono sedici e disputarono un girone di andata e ritorno per un totale di 30 partite.
Le ultime tre classificate furono retrocesse in Beta Ethniki.
Il punteggio prevedeva tre punti per la vittoria, uno per il pareggio e nessuno per la sconfitta.
Le squadre ammesse alle coppe europee furono cinque: i campioni alla fase a gironi della UEFA Champions League 2009-2010 mentre per l'altro posto disponibile in Champions League e i tre per la UEFA Europa League 2009-2010 fu disputato un girone al quale parteciparono le squadre classificate dal secondo al quinto posto che giocarono un totale di sei partite. La vincitrice di questo girone si qualificò alla Champions League e le altre alla Coppa UEFA.

## Squadre partecipanti
| Squadra          | Città      | Stadio | Stagione 2007-2008 |
| ---------------- | ---------- | ------ | ------------------ |
| AEK Atene        | Atene      |        | 2°                 |
| Arīs Salonicco   | Salonicco  |        | 4°                 |
| Asteras Tripolīs | Tripoli    |        | 7°                 |
| Ergotelīs        | Candia     |        | 13°                |
| Īraklīs          | Salonicco  |        | 10°                |
| Larissa          | Larissa    |        | 6°                 |
| Levadeiakos      | Livadia    |        | 11°                |
| OFI Creta        | Candia     |        | 12°                |
| Olympiacos       | Il Pireo   |        | Campione di Grecia |
| Panathīnaïkos    | Atene      |        | 3°                 |
| Paniōnios        | Nea Smyrnī |        | 5°                 |
| Panserraïkos     | Serres     |        | Beta Ethniki       |
| Panthrakikos     | Komotini   |        | Beta Ethniki       |
| PAOK             | Salonicco  |        | 9°                 |
| Thrasyvoulos     | Fyli       |        | Beta Ethniki       |
| Skoda Xanthī     | Xanthi     |        | 8°                 |

## Classifica finale
|                   | Pos. | Squadra          | Pt | G  | V  | N  | P  | GF | GS | DR  |
| ----------------- | ---- | ---------------- | -- | -- | -- | -- | -- | -- | -- | --- |
| Grecia (bandiera) | 1.   | Olympiacos       | 74 | 30 | 23 | 5  | 2  | 52 | 14 | +38 |
|                   | 2.   | PAOK             | 63 | 30 | 18 | 9  | 3  | 39 | 16 | +23 |
|                   | 3.   | Panathīnaïkos    | 61 | 30 | 17 | 10 | 3  | 51 | 18 | +33 |
|                   | 4.   | AEK Atene        | 55 | 30 | 14 | 13 | 3  | 40 | 24 | +16 |
|                   | 5.   | Larissa          | 49 | 30 | 12 | 13 | 5  | 36 | 26 | +10 |
|                   | 6.   | Arīs Salonicco   | 47 | 30 | 13 | 8  | 9  | 30 | 31 | -1  |
|                   | 7.   | Skoda Xanthī     | 38 | 30 | 9  | 11 | 10 | 25 | 21 | +4  |
|                   | 8.   | Paniōnios        | 37 | 30 | 10 | 7  | 13 | 40 | 40 | 0   |
|                   | 9.   | Ergotelīs        | 36 | 30 | 9  | 9  | 12 | 31 | 39 | -8  |
|                   | 10.  | Asteras Tripolīs | 33 | 30 | 7  | 12 | 11 | 33 | 31 | +2  |
|                   | 11.  | Panthrakikos     | 33 | 30 | 9  | 6  | 14 | 23 | 37 | -14 |
|                   | 12.  | Īraklīs          | 33 | 30 | 8  | 9  | 13 | 22 | 38 | -16 |
|                   | 13.  | Levadeiakos      | 32 | 30 | 9  | 5  | 16 | 28 | 36 | -8  |
|                   | 14.  | OFI Creta        | 24 | 30 | 5  | 9  | 16 | 30 | 50 | -20 |
|                   | 15.  | Panserraïkos     | 24 | 30 | 5  | 9  | 16 | 19 | 45 | -26 |
|                   | 16.  | Thrasyvoulos     | 14 | 30 | 3  | 5  | 22 | 22 | 53 | -31 |

Legenda:

      Campione di Grecia e ammesso alla UEFA Champions League
      Ammesso ai play-off
      Retrocesso in Beta Ethniki
Note:

Tre punti a vittoria, uno a pareggio, zero a sconfitta.

### Play-off per le qualificazioni europee
Le squadre classificatesi tra la seconda e la quinta posizione dovettero disputare, come da regolamento, un play-off per decidere quale squadra si sarebbe qualificata per il terzo turno dei preliminari di UEFA Champions League. In base alla posizione nella classifica finale della stagione regolare le quattro squadre partirono con i seguenti punteggi di partenza:
- PAOK Salonicco +3
- Panathinaikos +2
- AEK Atene +1
- AEL Larissa 0

|  | Pos. | Squadra       | Pt | G | V | N | P | GF | GS | DR |
|  | ---- | ------------- | -- | - | - | - | - | -- | -- | -- |
|  | 1.   | Panathīnaïkos | 18 | 6 | 5 | 1 | 0 | 12 | 3  | +9 |
|  | 2.   | AEK Atene     | 12 | 6 | 3 | 2 | 1 | 8  | 6  | +2 |
|  | 3.   | PAOK          | 9  | 6 | 2 | 0 | 4 | 5  | 9  | -4 |
|  | 4.   | Larissa       | 1  | 6 | 0 | 1 | 5 | 3  | 10 | -7 |

Legenda:

      Ammesso alla UEFA Champions League
      Ammesso alla Coppa UEFA
Note:

Tre punti a vittoria, uno a pareggio, zero a sconfitta.

### Verdetti
- Olympiakos Pireo campione di Grecia 2008-2009 e qualificato al girone di play-off della UEFA Champions League
- Panathinaikos qualificato al terzo turno preliminare della UEFA Champions League.
- AEK Atene, PAOK Salonicco e AEL Larissa qualificati alla Coppa UEFA
- OFI Creta, Panserraikos e Thrasyvoulos retrocesse in Beta Ethniki

## Statistiche

### Classifica marcatori[1]
|    | Gol              | Marcatore             | Squadra          |
| -- | ---------------- | --------------------- | ---------------- |
|    | 14               | Ismael Blanco         | AEK Atene        |
| 14 | Luciano Galletti | Olympiacos            |                  |
|    | 10               | Dīmītrios Salpiggidīs | Panathīnaïkos    |
|    | 9                | Leonardo              | Levadeiakos      |
|    | 9                | Maciej Żurawski       | Larissa          |
|    | 8                | Patrick Ogunsoto      | Ergotelīs        |
|    | 8                | Zdravko Popović       | OFI Creta        |
|    | 8                | Danijel Cesarec       | Asteras Tripolīs |
|    |                  |                       |                  |